# Ylva Noring
Ylva Kristina Noring, född 2 januari 1966, är en svensk före detta triathlet som var aktiv fram till 1989. 
Ylva Noring var simmare och tävlade för Stockholmspolisens IF under sin aktiva karriär. Hon vann triathlon-SM på kortdistans 1987.
Ylva Noring är mor till Viktor Noring (född 1991), fotbollsmålvakt i Falkenbergs FF, och Rebecca Noring (född 1993), simmare i Simklubben Triton